# روهات أكتاش
روهات أكتاش (حوالي 1997 - 24 فبراير 2016) كان صحفيًا تركيًا من أصل كردي ومحرر إخباري في أزاديا ولات في بلدة جزيرة ابن عمر جنوب شرق تركيا بمحافظة شرناق في تركيا تم إطلاق النار عليه في 22 يناير واختفى في 30 يناير 2016 حيث تم اكتشافه. لقد مات في وقت لاحق. وفي ذلك الوقت، كان يكتب عن المواجهة المسلحة بين الانفصاليين الأكراد والقوات التركية، والتي هي جزء من الصراع التركي الكردي (1978 إلى الوقت الحاضر).

## الشخصية
تحدثت والدة روهات مع موقع JINHA وقدمت نظرة ثاقبة على حياة وشخصية روهات. ولد روهات في إسطنبول عام 1997، وعندما كان في الثالثة من عمره، دمر زلزال أزميد عام 1999 منزله وأجبر عائلته على العودة إلى مسقط رأسهم في سروج. وفي عام 2006، بدأت أزاديا ولات النشر اليومي والتقى روهات بالصحافة الكردية الحرة وبدأت في توزيع أوراقها. بعد سنوات أصبح رئيس تحرير الصحيفة. أخبرت والدته المحاورين أنه لا يحب القسوة أو قمع الجماعات المختلفة، ولا يبدو أن الأمر أخلاقي ويخيفه.

## المسيرة المهنية
كان أكتاش يعمل محررًا إخباريًا في جريظة أزاديا ولات في بلدة جزيرة ابن عمر في جنوب شرق تركيا. كان أكتاش يغطي الاحتجاجات وأعمال الشغب والصراع العسكري في جزيرة ابن عمر، والتي كانت إحدى المناطق التي تواجدت فيها قوات الأمن بكثافة. كانت هناك عدة مجموعات مسلحة تقاتل في صفوف حزب العمال الكردستاني المحظور مما تسبب في توتر شديد في المنطقة. كانت الجماعات الكردية تدعي أن العديد من الأشخاص قد أحرقوا في نفس الطابق السفلي في جزيرة ابن عمر. تم فرض حظر تجول لمدة 24 ساعة على المدينة بسبب الخطر الذي كان قائمًا.

## الموت
وبعد أن لجأ روهات أكتاش إلى قبو، فقد صار في النهاية محاصرًا مع كثيرين آخرين. ومع هذا تمكن من الاتصال بأسرته بعد يومين من تعرضه للإصابة وأخبرهم عن هذا الوضع. كانت غرفة تحرير آزاديا ولات على اتصال بأكتاش لكنها فقدت الاتصال به. في 4 فبراير كانت غرفة التحرير بدون اتصال من روهات أكتاش لمدة خمسة أيام. لقد أفادوا أنه قال لهم في آخر محادثة معه «الدولة تريد إعدامنا».
لم يتم التعرف على جثة أكتاش حتى 24 فبراير باستخدام اختبار الحمض النووي لتأكيد وفاته. لقد كان أكتاش من بين ثمانية قتلوا في الحادث وعثر عليهم في القبو أيضًا وأصيب 10 إلى 15 آخرين. أكدت الشرطة أن أكثر من 40 آخرين لقوا حتفهم في الشوارع نتيجة أعمال العنف.
بعد وقوع إطلاق النار، بدأت تظهر بعض التغييرات على حساب روهات أكتاش على تويتر. لقد أظهرته صورته الشخصية وهو جالس ويحمل بندقية فوق كتفه وصدره. ذكرت وكالة أكتاش أنه لم يكن مقاتلًا وكان في مهمة لتغطية المعارك في جزيرة ابن عمر. ظهرت ادعاءات أخرى عن كون أكتاش مقاتلًا، لكن لم يثبت صحة أي منها. كانت صحيفته التي كان يعمل لها «أزاديا ولات» قد أكدت أنه موجود في جزيرة ابن عمر لتغطية الاشتباكات من أجل قصة. منذ وفاته، تم تعليق حساب روهات أكتاش على تويتر.

## السياق
كان هذا جزءً من الصراع الكردي التركي (1978 إلى الوقت الحاضر). يطمح الأكراد للانفصال عن تركيا وإنشاء منطقة مستقلة تُعرف باسم كردستان وترتبط عمدًا بحركات أخرى في البلدان المجاورة. أصبحت هذه الاحتجاجات وأعمال الشغب عنيفة في جزيرة ابن عمر.

## التأثير
أثار تفشي العنف ومعاملة المواطنين تحقيقات تدور حول حقوق الإنسان في تركيا. في وقت إصابته، كان روهات أكتاش يتحدث عن المواجهة بين الانفصاليين الأكراد والقوات التركية في الجزيرة. كما أصيب صحفي آخر لم يذكر اسمه في نفس الأحداث التي أدت إلى مقتل أكتاش.
إلى جانب أكتاش، تم نقل 115 جثة من الأقبية في بلدة جزيرة ابن عمر التي تعرضت لهجوم من قبل القوات الحكومية التركية. قالت الحكومة إن أكثر من 300 من أفراد قوات الأمن قتلوا في قتال المتمردين الأكراد منذ يوليو. لم يرفع حظر التجول عن بلدة الجزيرة إلا بعد أسابيع قليلة من ظهور الموقف بسبب بقايا متفجرات كان الجيش لا يزال يعمل على تطهيرها وتنظيفها. تحدث سكان الجزيرة منذ وقوع الحادث وقالوا إن أسوأ أعمال العنف قد انتهت، لكنهم غير متأكدين مما إذا كان السلام قد تحقق بعد.

## ردود الأفعال
قالت إيرينا بوكوفا، المديرة العامة لليونسكو، «أنا أدين مقتل روهات أكتاش. من الضروري لحرية التعبير وحرية الإعلام أن يكون الصحفيون قادرين على أداء عملهم دون خوف من الموت أو العنف».
كما جاء في بيان صادر عن نادي القلم الدولي أن «روهات أكتاش مات أثناء محاولته إخبار العالم بمحنة المدنيين المصابين الذين لا يحصلون على رعاية طبية قليلة أو معدومة في جزيرة ابن عمر. تلعب حرية التعبير دورًا لا يقدر بثمن للسماح لنا بفهم ما يحدث خاصة في أوقات النزاع. ندعو السلطات التركية إلى إجراء تحقيق سريع وشفاف وشامل في وفاة روهات أكتاش ونحث الحكومة في أنقرة على البحث عن حل سلمي ودبلوماسي للصراع في جنوب شرق تركيا».
كانت حملة شعار الصحافة قلقة للغاية بشأن تدهور حرية الصحافة في تركيا. كما طُلب من تركيا التراجع عن قرارها بالاستيلاء على صحيفة «زمان» اليومية. كانت هناك حاجة إلى تحقيق كامل وسريع في مقتل روهات أكتاش المحرر والصحفي في صحيفة يومية تصدر باللغة الكردية. أثار حادث وفاة أكتاش تساؤلات حول حقوق الإنسان في تركيا.
تعاونت الرابطة الدولية للمحامين الديمقراطيين بالتنسيق مع مركز أوروبا لاستجواب مجلس حقوق الإنسان فيما يتعلق بأوضاع حقوق الإنسان في تركيا. لقد اعتقل صحفي بتهم كاذبة تتعلق بالإرهاب، وقمعت احتجاجات سلمية برد الشرطة عبر الغاز المسيل للدموع، وحرمت المصابين من العلاج الطبي. أيضًا يتم تجاهل حقوق الإنسان باستمرار وعدم احترامها في تركيا حيث بدأت الجماعات السياسية في اتخاذ إجراءات.